# Штайнфельд (Баварія)
Штайнфельд (нім. Steinfeld) — громада в Німеччині, знаходиться в землі Баварія. Підпорядковується адміністративному округу Нижня Франконія. Входить до складу району Майн-Шпессарт. Складова частина об'єднання громад Лор-ам-Майн.
Площа — 33,69 км2. Населення становить 2132 ос. (станом на 31 грудня 2020).

## Галерея

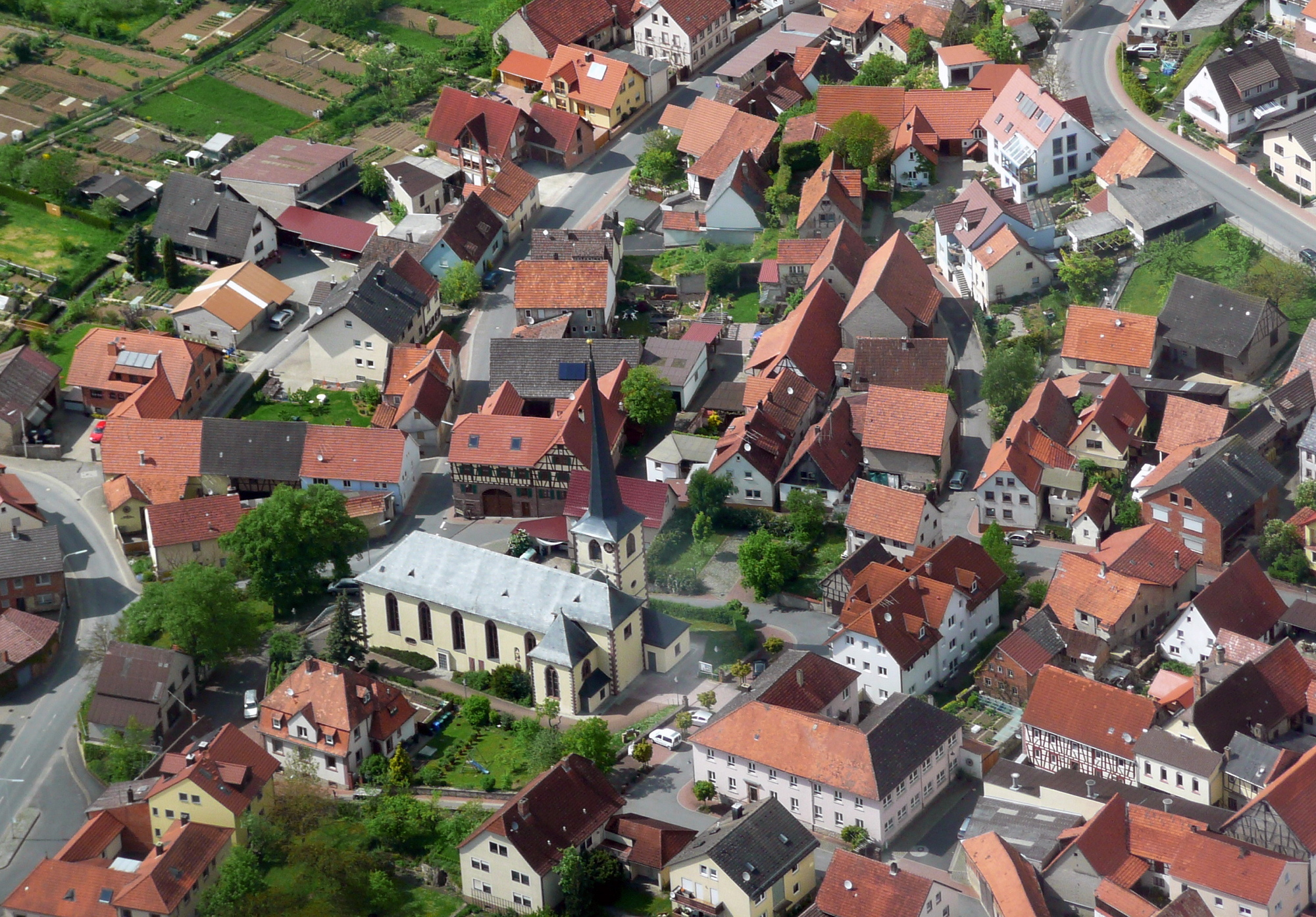
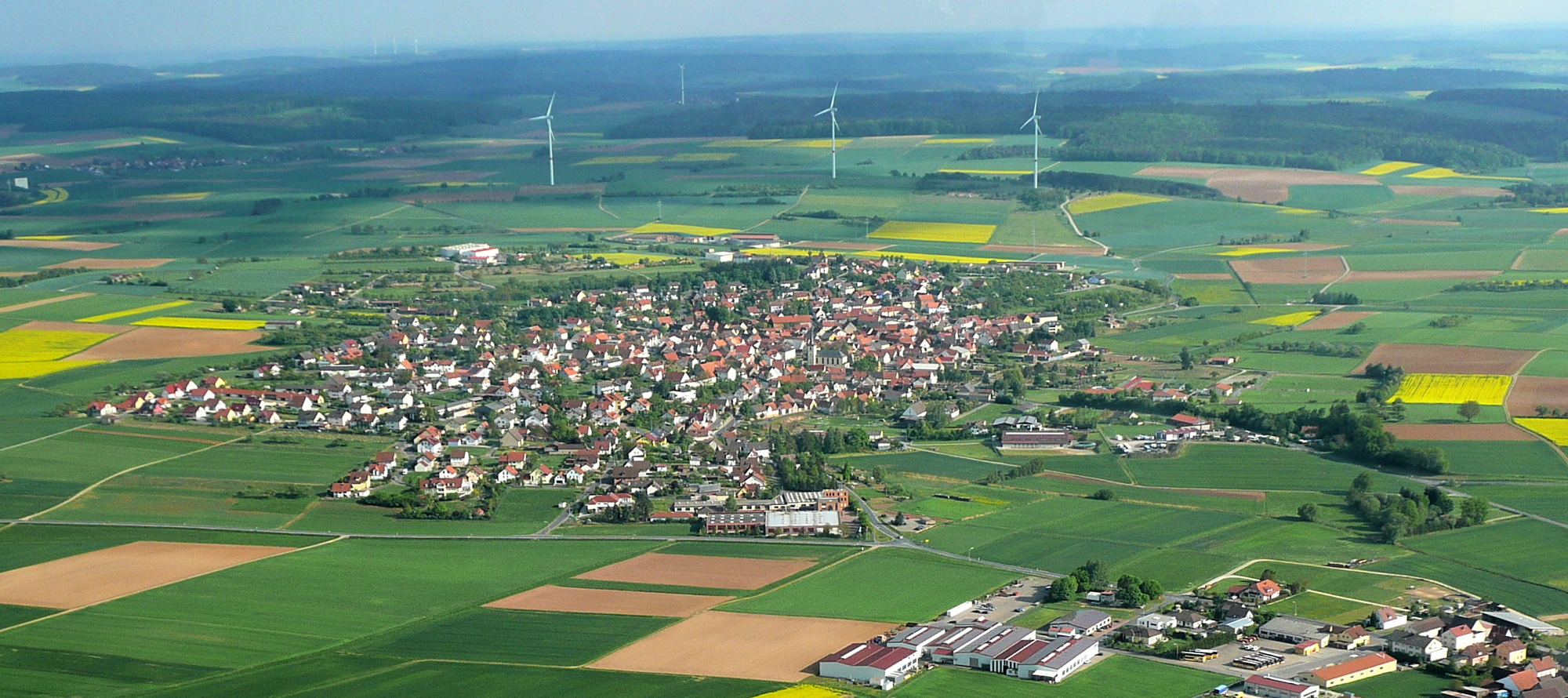
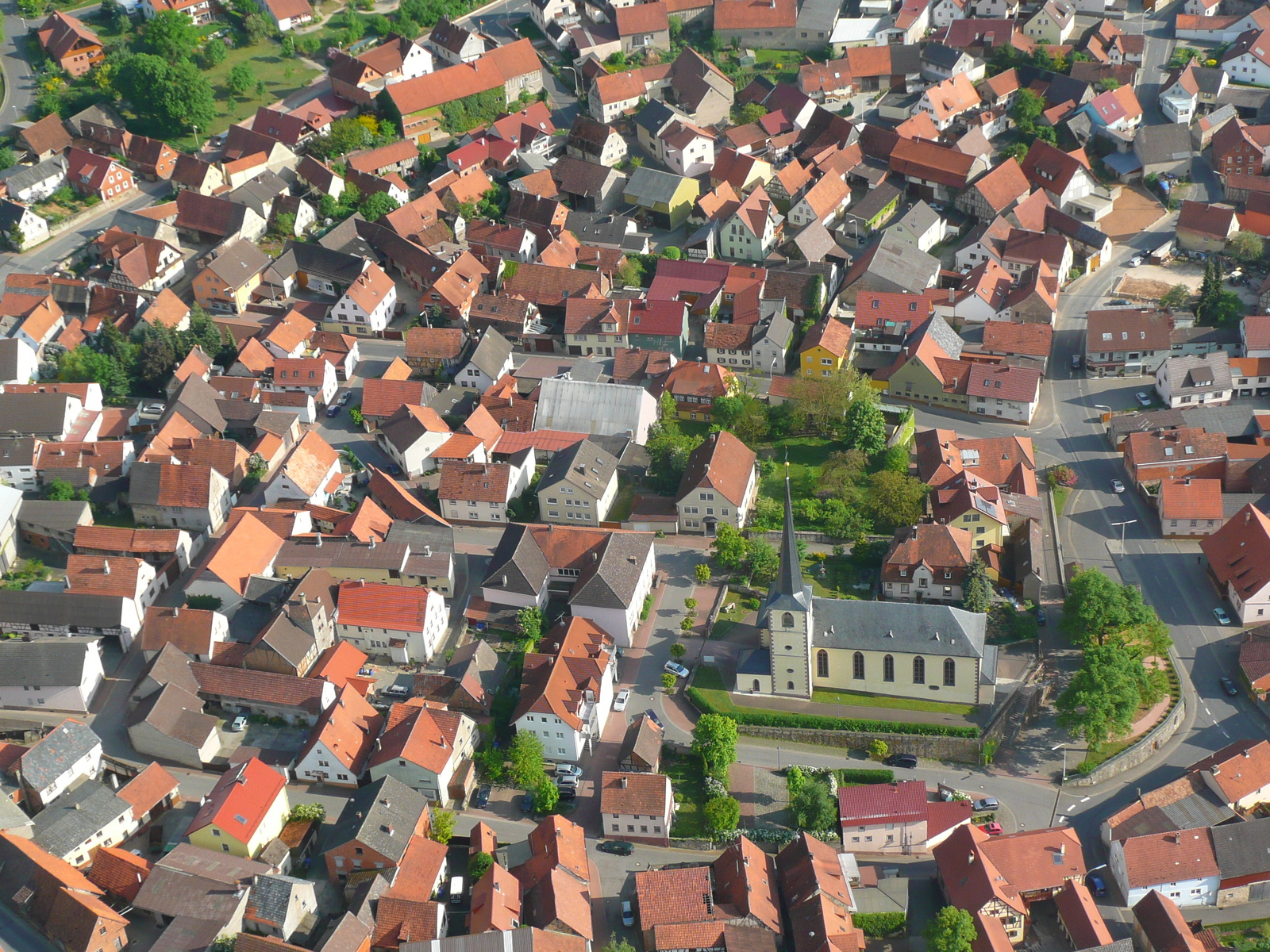
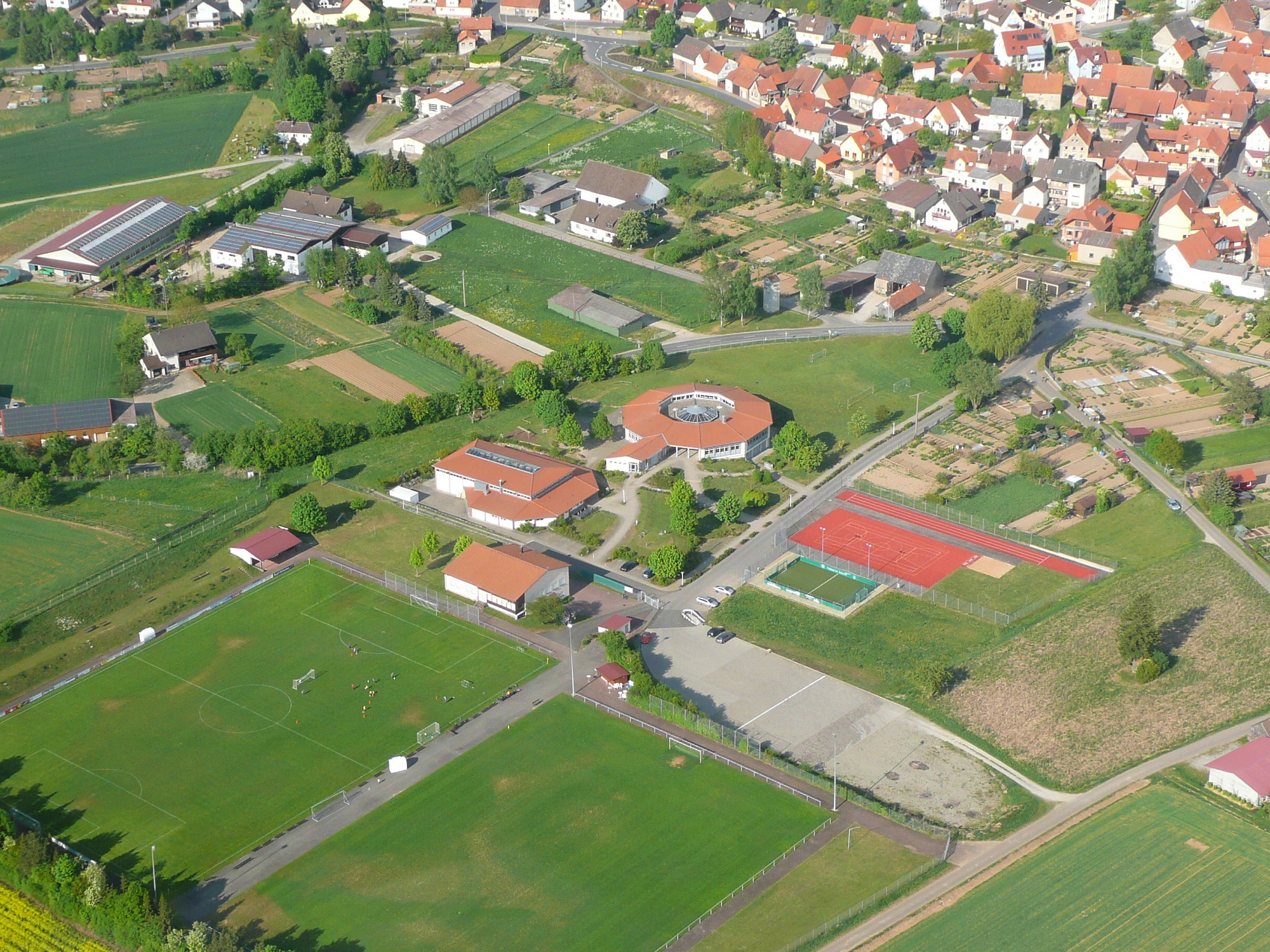
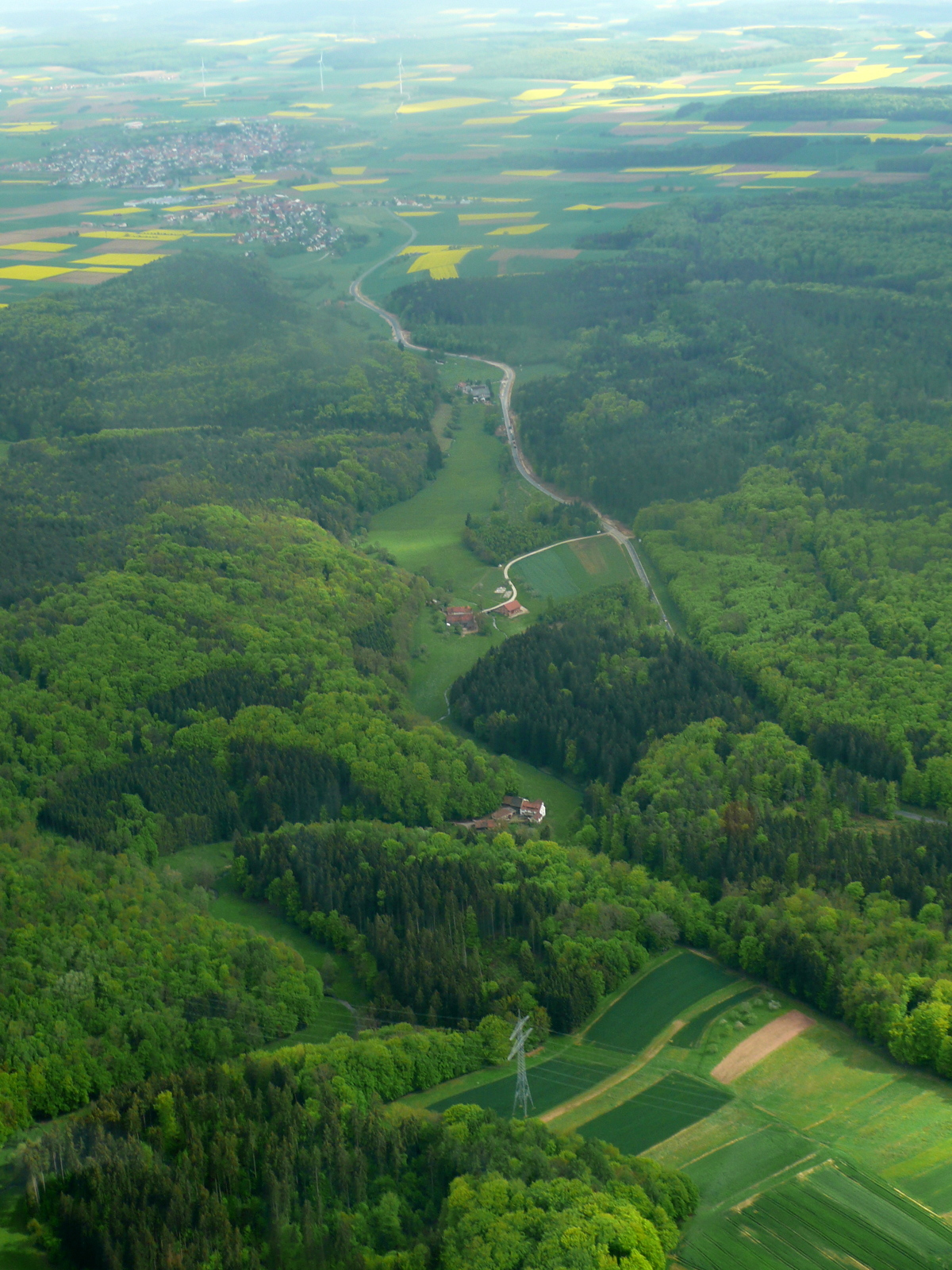